# 신용진 (칼럼니스트)
신용진(慎鏞振, 1972년)은 칼럼니스트이자 발명가, 기업가로서 월간 위드골프를 발행했고 매일신문과 헤럴드경제에 연재 및 기고를 하였다. 
20대 때 대학생의 신분으로 특허를 출원하여 창업하였으며 2007년부터 2013년까지 네비게이션을 제조하며 한국에 네비게이션 도입기 때 포드와 링컨 등의 수입차 PDI(출고 전 작업)제품을 개발․제조하였다. 
2013년 에스엘미디어를 창업하여 스크린골프장 IoT솔루션(SOmate)을 개발하여 2018대한민국발명특허대전 동상과 발명진흥 유공으로 2019년 특허청장 표창을 받았으며 2019년에는 중소기업기술혁신으로 대통령 표창을 받았다.
대구대학교 골프산업학과 겸임교수와 한국골프학회 이사로 활동하며 2017년 학술세미나에서 ‘IoT와 골프산업’ 발표했고 학회지에 논문 활동을 하고 있다. 
대구와 경북의 여러 대학에서 취업 및 진로에 관한 특강 및 공무원(특허청) 신기술 교육 강사로 활동하고 있다.   

## 학력
- 대구영신고등학교
- 대구대학교 대학원 골프경영학 석사
- 대구대학교 대학원 박사 중퇴

## 경력
- 월간 위드골프 발행인
- 매일신문 골프칼럼니스트
- 대구대학교  골프산업학과 겸임교수
- 전)오토코리아 대표이사
- 에스엘미디어 대표이사

## 연구
- 신용진, 2017. IoT와 골프산업. 한국골프학회, 2017춘계학술세미나, 2019.04.29. 경기도 화성시 푸르미르호텔
- 신용진, 최봉암, 2020. 스크린골프 참가자의 여가태도와 스포츠 재미 및 운동지속의도의 관계검증. 한국골프학회, 골프연구, 14(2): 231~242.

## 수상
- 2019년 대통령 표창[1]
- 2019년 발명의 날 (대한민국) 특허청장 표창[2]
- 2018년 대한민국발명특허대전, 한국발명진흥회장상(동상)[3]

## 칼럼(기고)
- 《[기고] 존경받는 '갑'을 꿈꾼다》, 매일신문, 2015[4]
- 《[기고] 스크린골프 '퍼팅 이어하기' 기능의 개선 제안》, 헤럴드경제, 2020[5]
- 《<기고> 실내체육시설은 종목별 방역지침 필요, 스크린골프장은 '가상체험체육시설》, 헤럴드경제, 2020'[6]
- 《[기고] 실내 체육시설 형평성 해결 위해 더 세분화 필요》, 매일신문, 2021[7]

## 칼럼(연재)매일신문
- 신용진의 스크린골프 고수되기[8]
- 실내에선 무너지는 필드 고수를 위한 팁[9]
- 거리감·센터라인 제대로 익히면 '퍼팅 고수'[10]
- 내기에서 이기는 골퍼[11]
- 퍼팅 2[12]
- 아이언1[13]
- 아이언2[14]
- 구질·비거리 다르다고 자기 스윙 바꾸지 마세요[15]
- 드라이버(2)-최적의 비거리 만들기[16]
- 15·30·50m 어프로치 샷, 단계별로 익혀야[17]
- 퍼터 스윙으로 어프로치 해볼만[18]
- 에어프런서 띄울까. 굴릴까?[19]
- 총 거리 짧고 페어웨이 넓으면 난이도 낮아져[20]
- 골프존 'GLF' 활용[21]
- 그린 보수·난이도 조절 도움[22]
- 오르막 퍼팅할 수 있는 위치로 공략을[23]
- 프로들의 스크린골프대회[24]
- 퍼팅 수 기록한 스코어 카드로 실력 측정[25]
- 바람의 방향과 세기[26]
- 러프·벙커매트 공략법[27]
- 카메라와 골프공[28]
- 골프론치모니터 & 골프시뮬레이터[29]
- 필드서 무너지는 스크린 고수[30]
- 필드서 무너지는 스크린 고수 2[31]
- 스크린 다른 필드, 에티켓도 다르다[32]
- 스탠스 셋업 후 에이밍 바꾸면 미스 샷 유발[33]
- 공 떨어지는 거리·구르는 거리 알아야 '굿샷...[34]
- 필드와 다른 어프로치 샷[35]
- 아이언·퍼팅 연습은 기본…스윙 분석까지[36]
- 장타 치고 싶다면 '사이드 뷰' 꼼꼼히[37]
- 티샷 때 중앙만 본다면 하수…'그린 공략'이 해법[38]
- 그린 모양·업다운 따라 다른 샷 밸류[39]
- 고수들의 퍼팅 바이블1[40]
- 고수들의 퍼팅 바이블2[41]
- 고수들의 퍼팅 바이블3[42]
- 고수들의 퍼팅 바이블4[43]
- 비거리 결정하는 볼스피드·발사각[44]
- 센터 좌측으로 공 타격하면 비거리 늘어나[45]
- 신용진의 어드바이스[46]
- 러프·벙커매트서 티샷[47]
- 그린에서 공을 굴릴까? 세울까?[48]
- 스크린골프의 카메라센서[49]
- 표고차 큰 그린 클럽 선택[50]

## 발행 책
- 《위드골프》창간준비호, 에스엘미디어, 2013년 8월, ISSN 2288-4122
- 《위드골프》창간호 9월호, 에스엘미디어, 2013년 9월, ISSN 2288-4122
- 《위드골프 10월호》10월호, 에스엘미디어, 2013년 10월, ISSN 2288-4122
- 《위드골프 11월호》11월호, 에스엘미디어, 2013년 11월, ISSN 2288-4122
- 《위드 골프 With Golf 2013.12》, 에스엘미디어, 2013년 12월, ISSN 2288-4122
- 《위드골프 With GOLF 2014.1 》, 에스엘미디어, 2014년 1월, ISSN 2288-4122
- 《위드 골프 With Golf 2014.2 》, 에스엘미디어, 2014년 2월, ISSN 2288-4122
- 《위드골프 With GOLF 2014.3 》, 에스엘미디어, 2014년 3월, ISSN 2288-4122
- 《위드골프 With GOLF 2014.4 》, 에스엘미디어, 2014년 4월, ISSN 2288-4122
- 《위드골프 With GOLF 2014.5 》, 에스엘미디어, 2014년 5월, ISSN 2288-4122
- 《위드골프 With GOLF 2014.6 》, 에스엘미디어, 2014년 6월, ISSN 2288-4122
- 《위드골프 With GOLF 2014.7 》, 에스엘미디어, 2014년 7월, ISSN 2288-4122